# Karl-Hans Hartwig
Karl-Hans Hartwig (* 14. Mai 1948 in Kassel) ist ein deutscher Wirtschaftswissenschaftler.

## Leben
Von 1967 bis 1971 studierte er Volkswirtschaftslehre an der Universität Marburg (Diplom-Volkswirt). Nach der Promotion 1976 zum Dr. rer. pol. an der Universität Marburg und der Habilitation 1983 an der Universität Bochum war er von 1990 bis 1997 Inhaber des Lehrstuhls für Wirtschaftspolitik I an der Universität Bochum. Seit 1997 war er Professor für Volkswirtschaftslehre an der Universität Münster.

## Schriften (Auswahl)
- Kritisch-rationale Methodologie und ökonomische Forschungspraxis. Zum Gesetzesbegriff in der Nationalökonomie. Frankfurt am Main 1977, ISBN 3-261-02254-X.
- Monetäre Steuerungsprobleme in sozialistischen Planwirtschaften. Stuttgart 1987, ISBN 3-437-50295-6.
- mit Ingo Pies: Rationale Drogenpolitik in der Demokratie. Wirtschaftswissenschaftliche und wirtschaftsethische Perspektiven einer Heroinvergabe. Tübingen 1995, ISBN 3-16-146412-5.
- mit Patrick Baumgarten und Tobias Huld: Mautsysteme für Fernstraßen in Europa. Baden-Baden 2013, ISBN 3-8487-0944-9.